# Никомед I
Никомед I  (др.-греч. Νικομήδης; ок. 300 — ок. 255 до н. э.) — царь Вифинии, правивший примерно в 278—250 годах до н. э.

## Борьба за власть
Никомед был старшим сыном вифинского царя Зипойта, после смерти которого примерно в 278 году до н. э. он вступил на престол. Своё правление он начал с того, что избавился от конкурентов на трон, казнив двух своих братьев. Но третий брат Зипойт поднял мятеж против Никомеда, тем самым сохранив себе жизнь, и подчинил на какое-то время значительную часть Вифинии.
Между тем, Никомеду угрожал вторжением царь государства Селевкидов Антиох I, который развязал войну с Вифинией еще при царе Зипойте. Для укрепления своих позиций Никомед заключил союз с Гераклеей, а позже и с Антигоном Гонатом. Однако, вторжение Антиоха прошло с минимальными потерями для Никомеда. Селевкидская армия вторглась на территорию Вифинии, но вскоре отступила. По-видимому, Антиох не решился вступать в битву из-за новых союзников Никомеда — галатов, с которыми вифинский царь заключил договор. По его условиям Никомед обязался переправить армию галлов через Босфор, те же в свою очередь — оказать ему военную поддержку. Получив в союзники галатское войско, Никомед использовал его в войне против своего брата Зипойта. Разбив армию Зипойта, Никомед объединил Вифинию под своей властью.

## Правление
О дальнейших событиях сохранилась крайне скудная информация. По всей видимости, получив таких могущественных союзников, Никомед больше не испытывал угрозу со стороны других эллинистических царей. До самой своей смерти он продолжал царствовать в Вифинии, которая достигла вершины своего могущества и процветания во время долгого и мирного правления. Подражая другим царям Азии, Никомед решил увековечить своё имя в названии новой столицы своего государства. Место для нового города, располагавшегося вблизи мегарской колонии Астак, было так хорошо подобрано, что Никомедия на протяжении шести веков оставалась одним из самых богатых и процветающих городов Азии. Хроника Евсевия датирует основание Никомедии 264 годом до н. э. Информация о дальнейшем правлении Никомеда отсутствует. Около 255 года до н. э. Никомед скончался.